# 러트리샤 맥닐
러트리샤 맥닐(Lutricia McNeal, 1973년 11월 27일 ~ )은 미국의 싱어송라이터이다.